# نورمن پلاتنیک
نورمن پلاتنیک (انگلیسی: Norman I. Platnick؛ زاده ۳۰ دسامبر ۱۹۵۱ – درگذشته ۸ آوریل ۲۰۲۰) یک عنکبوت شناس اهل ایالات متحده آمریکا بود.